# Бэйи, Доминик
Доминик Бэйи (фр. Dominique Bailly) — французский политик, бывший сенатор Франции, член Социалистической партии.

## Биография
Родился 2 января 1960 г. в Лансе (департамент Па-де-Кале). На выборах сенаторов 2011 года вошел в список социалистов Мишеля Делебарра под третьим номером и был избран в Сенат.
На выборах в Сенат в 2017 году вновь был включен в список социалистов под третьим номером, но по итогами голосования социалистам досталось только два места и Бэйи не сохранил мандат сенатора.

## Занимаемые выборные должности
15.03.1998 - 25.10.2011 — член Регионального совета Нор-Па-де-Кале

2001 - 2005 — вице-мэр города Орши 

с 30.10.2005 — мэр города Орши 

25.09.2010 - 01.10.2017 — сенатор Франции от департамента Нор.